# Politique au Mozambique
Le Mozambique est une république multipartite à régime présidentiel où le président occupe à la fois les fonctions de chef de l'État et chef du gouvernement. Le pouvoir exécutif est aux mains du gouvernement tandis que le pouvoir législatif est partagé entre l'Assemblée de la République et le gouvernement.

## Histoire politique
En 1974, une décennie de guérilla emmenée à l'origine par Eduardo Mondlane (assassiné en 1969) met fin à la colonisation par le Portugal. Lorsque l'indépendance est proclamée en 1975, les leaders du Front de libération du Mozambique (FRELIMO) établissent rapidement un État à parti unique allié au bloc soviétique et écartent le multipartisme, les institutions d'instruction religieuse ainsi que les autorités traditionnelles.
Le nouveau gouvernement exprime son soutien au Congrès national africain (ANC) et à l'Union nationale africaine du Zimbabwe - Front patriotique (ZANU-PF) tandis que les gouvernements d'apartheid au pouvoir en Afrique du Sud et en Rhodésie soutiennent et financent la Résistance nationale du Mozambique (RENAMO), mouvement armé du Mozambique central. La première décennie de l'indépendance du Mozambique est marquée par la guerre civile, l'ingérence des pays voisins et la crise économique. Pendant la plus grande partie de la guerre civile, le gouvernement est incapable d'exercer un contrôle effectif en dehors des zones urbaines. Le nombre de victimes de la guerre civile est estimé à un million de morts, 1,7 million de réfugiés vers les pays voisins et plusieurs millions de déplacés à l'intérieur des frontières. Lors du quatrième congrès du FRELIMO en 1983, le président Samora Machel admet l'échec du socialisme et la nécessité de réformes politiques et économiques majeures. Sa mort en 1986, avec plusieurs de ses conseillers, dans un accident d'avion dont les circonstances ne sont pas élucidées, interrompt le processus.
Son successeur, Joaquim Chissano, poursuit les réformes et entame des négociations de paix avec le RENAMO. La nouvelle constitution, entrée en vigueur en 1990, instaure un système multipartite, l'économie de marché et des élections libres. La guerre civile prend fin en octobre 1992 avec les accords généraux de paix de Rome. La paix revient sous la surveillance de la force de maintien de paix des Nations unies ONUMOZ et les premières élections démocratiques se déroulent en 1994. Joaquim Chissano est élu président avec 53 % des voix. Les 250 sièges de l'Assemblée nationale sont attribués pour 129 au FRELIMO, 112 au RENAMO et 9 à des représentants des trois petites formations réunies sous le nom d'Union démocratique.
Au milieu de l'année 1995, la plupart des 1,7 million de Mozambicains qui avaient fui vers les pays limitrophes (Malawi, Zimbabwe, Swaziland, Zambie, Tanzanie et Afrique du Sud ont regagné le pays et les 4 millions (chiffre estimé) de déplacés internes ont retrouvé leur région d'origine.
Aux élections générales du 1er et 2 décembre 2004 (en) marquées par une très faible participation (36 %), le FreLiMo remporte 160 des 250 sièges que compte l'assemblée, gagnant 27 sièges par rapport à l'assemblée sortante élue en 1999. Néanmoins de nombreuses fraudes sont constatées lors de ces élections, que ce soit pour l'élection présidentielle qui voit la victoire du candidat du FreLiMo Armando Guebuza ou pour les élections législatives. Les observateurs internationaux du Centre Carter et de l'Union européenne reconnaissent les fraudes ; ils jugent que celles-ci ne sont pas de nature à modifier le résultat de l'élection présidentielle mais bien plus celui des législatives. La ReNaMo de son côté ne reconnait pas la validité du scrutin. La commission électorale la crédite de 90 sièges, soit une perte de 27 sièges. Aucun autre parti n'a réussi à entrer au parlement.
La ReNaMo menace de ne pas siéger au parlement si de nouvelles élections libres et impartiales n'étaient pas tenues. Néanmoins, la ReNaMo a déjà utilisé cette menace après les élections de 1999 mais le boycott du parlement par un député implique le non-versement de ses indemnités de parlementaire et la ReNaMo avait renoncé au boycott.
Les élections présidentielle et législatives de octobre 2024 font l'objet d'une contestation de l'opposition battue. Les manifestations font au moins 360 morts. Une loi de pacification est votée à l'unanimité (par le Frelimo et les partis d'opposition : la ReNaMo et Podemos) par l'Assemblée de la République en avril 2025. La loi contient de nombreux articles réformant les institutions politiques et augmentant la décentralisation du pouvoir.

## Pouvoir exécutif
Le président est élu au suffrage universel pour un mandat de cinq ans. Le Premier ministre est nommé par le président.
| Fonction          | Nom                 | Parti   | Depuis          |
| ----------------- | ------------------- | ------- | --------------- |
| Président         | Daniel Chapo        | FRELIMO | 15 janvier 2025 |
| Première ministre | Maria Benvinda Levy | FRELIMO | 17 janvier 2025 |

## Pouvoir législatif
L'Assemblée de la République est composée de 250 membres élus pour cinq ans à la proportionnelle.

## Partis politiques
- Front de libération du Mozambique
- Mouvement démocratique du Mozambique
- Résistance nationale du Mozambique